# Roure del Sot del Turó del Gall
El Roure del Sot del Turó del Gall (Quercus humilis) és un roure martinenc que es troba al Parc de la Serralada Litoral, el qual té, probablement, la capçada més extensa del susdit parc.

## Aspecte general
El tronc fa un perímetre de 2,52 metres i es troba en un bon estat vital. La capçada és esplèndida, molt arrodonida, sense mancances en cap direcció, extraordinàriament ramificada i amb un diàmetre de 30 metres. Està inclòs en el Catàleg d'Arbres i Arbredes Monumentals de la Roca del Vallès.

## Accés
És ubicat a la Roca del Vallès: a la C-1415c, de la Roca del Vallès al coll de Parpers, PK 11,75. L'arbre és a la part interior del revolt que travessa el torrent de Can Sant Joan, al vessant esquerre del torrent. Coordenades: x=446246 y=4603230 z=260.